# Tabel (datastruktur)
 For alternative betydninger, se Tabel (flertydig). (Se også artikler, som begynder med Tabel)
En tabel (engelsk array) er inden for programmering en betegnelse for en variabel, der indeholder en række af værdier, associeret med en nøgle. Nøglen er typisk et heltal, men nogle programmeringssprog tillader brugen af strenge og andre datatyper til identificering og sortering.
Tabeller løser og simplificerer en betydelig række programmeringsopgaver. Antag scenariet hvor man har et ukendt antal personer. Hvis der ikke eksisterede tabeller, skulle man oprette en variabel for hver person – Dette ville slet ikke kunne lade sig gøre i flere programmeringssprog, grundet deres statiske tilgang. Ved brug af tabeller ville programmøren oprette en ny nøgle for hver ny person.
Værdien vil typisk kunne bestå af størstedelen, hvis ikke alle, af sprogets datatyper, herunder null-værdien, boolske værdier, heltal, decimaltal, tekst, objekter, mv.